# Rida-moskee
De Rida-moskee (Masjid Ar-Ridha) is een sjiitische moskee te Anderlecht, gelegen aan de Dokter De Meersmanstraat 33. Hij is vernoemd naar imam Ali ar-Rida.

## Aanslag
Op deze moskee, die een sjiitische variant van de islam voorstaat, werd in 2012 door een soennitische extremist een aanslag gepleegd in de vorm van brandstichting, waarbij de imam, Abdullah Dahdouh, om het leven kwam en ook enkele gewonden vielen. De dader kon worden gevat en werd veroordeeld tot 27 jaar gevangenisstraf. Volgens een bestuurster van de Moslimexecutieve werd de Rida-moskee eerder al bedreigd door extremisten uit salafistische hoek.
Enkele dagen na de aanslag namen 2.100 mensen deel aan een witte mars ter nagedachtenis van de overleden imam.